# Erfurts universitet

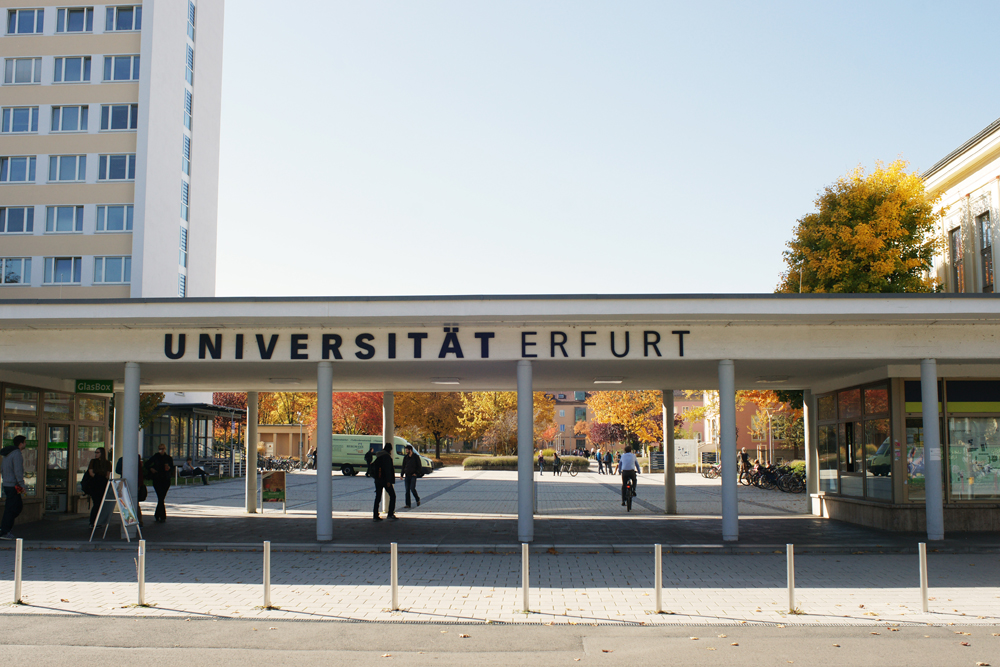
Entré till universitetsområdet

Erfurts universitet, tyska: Universität Erfurt, är ett universitet i Erfurt, Tyskland, grundat i sin nuvarande form 1994. Universitetet drivs som ett offentligt förbundslandsuniversitet av förbundslandet Thüringen. Utbildningarna har huvudsakligen humanistisk och samhällsvetenskaplig profil, med grundskollärarutbildning och pedagogik som största enskilda utbildningsprogram. Antalet studenter uppgick vinterterminen 2017/2018 till 5 785 och antalet medarbetare till 670, varav 102 professorer.

## Historia

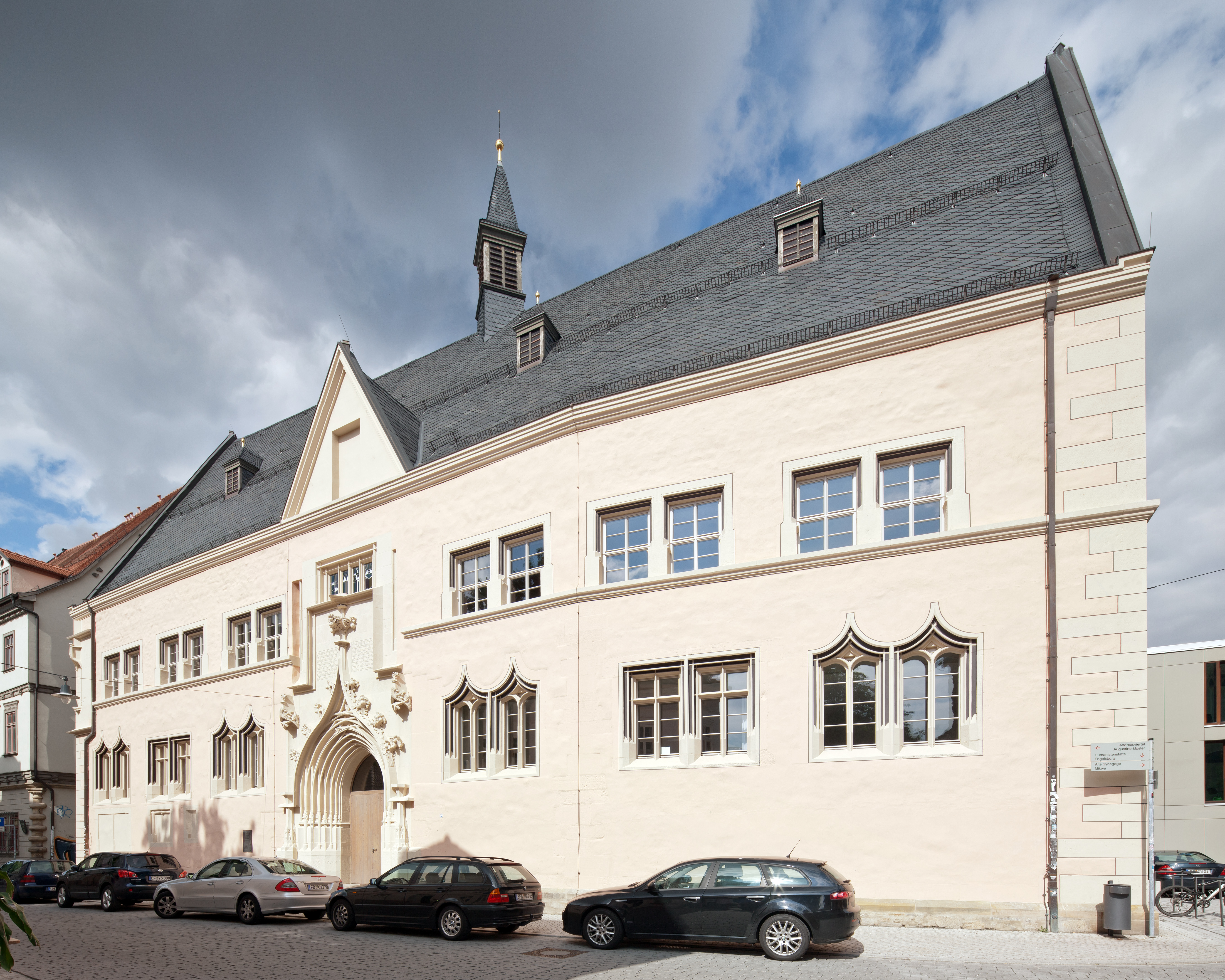
Collegium Maius var det gamla Hieranauniversitetets huvudbyggnad. Byggnaden förstördes genom bombanfall 1945 men exteriören har senare rekonstruerats.

Universitetets föregångare, Alma mater Erfordensis eller Hierana var ett av Tysklands äldsta universitet, öppnat 1392 efter beslut av motpåven Clemens VII i Avignon 1379, vilket slutligen också bekräftades av den romerska påven Urban VI 1388. På basis av det ursprungliga grundandedokumentet från 1379 räknar sig därför Erfurts universitet som verkande i det äldsta tyskspråkiga universitetets tradition, äldre än exempelvis universitetet i Heidelberg. Det första universitet kom dock att stängas 1816 genom de preussiska administrativa reformerna efter Napoleonkrigen. Samtidigt är det moderna universitetet ett av de yngsta statliga universiteten i tyskspråkiga länder, ursprungligen grundat som pedagogiskt institut 1953 i DDR, från 1969 med status som pedagogisk högskola och från 1994 som förbundslandsuniversitet.

## Organisation
Universitetet är indelat i fyra fakulteter: den samhällsvetenskapliga, den filosofiska, den utbildningsvetenskapliga och den katolsk-teologiska, varav den sistnämnda är betydligt mindre än de övriga.

## Kända alumner

### Gamla universitetet

Lucas Cranach den äldres Porträtt av Martin Luther från 1526 (Nationalmuseum, Stockholm).

- August Neidhardt von Gneisenau (1760–1831), preussisk fältmarskalk
- Johannes Gutenberg (omkr. 1400–1468), uppfinnare av boktryck med rörliga typer[1]
- Ulrich von Hutten (1488–1523), renässanshumanist
- Joseph Martin Kraus (1756–1792), tysk-svensk kompositör
- Martin Luther (1483–1546), teolog och reformator
- Johann Hieronymus Schroeter (1745–1816), astronom
- Peter Schöffer (omkr. 1425 – omkr. 1503), boktryckare, bokhandlare och förläggare
- Wilhelm Gottlieb Tennemann (1761–1819), filosof och historiker